# Basílica de la Transfiguración
La Basílica de la Transfiguración (en hebreo: כנסיית ההשתנות) es una iglesia franciscana ubicada en el Monte Tabor en Israel. Tradicionalmente los cristianos creen que es el sitio donde la Transfiguración de Jesús tuvo lugar, un evento descrito en el Evangelio en el que Jesús se transfigura en una montaña y habla con Moisés y Elías.
La iglesia actual, parte de un complejo de un monasterio franciscano, fue terminada en 1924. El arquitecto fue Antonio Barluzzi. Fue construida sobre las ruinas de una antigua iglesia bizantina (siglo IV-VI) y una iglesia del siglo XII de la época de las Cruzadas. Hay también una iglesia ortodoxa griega situada en el Monte Tabor, dedicada a la misma finalidad.

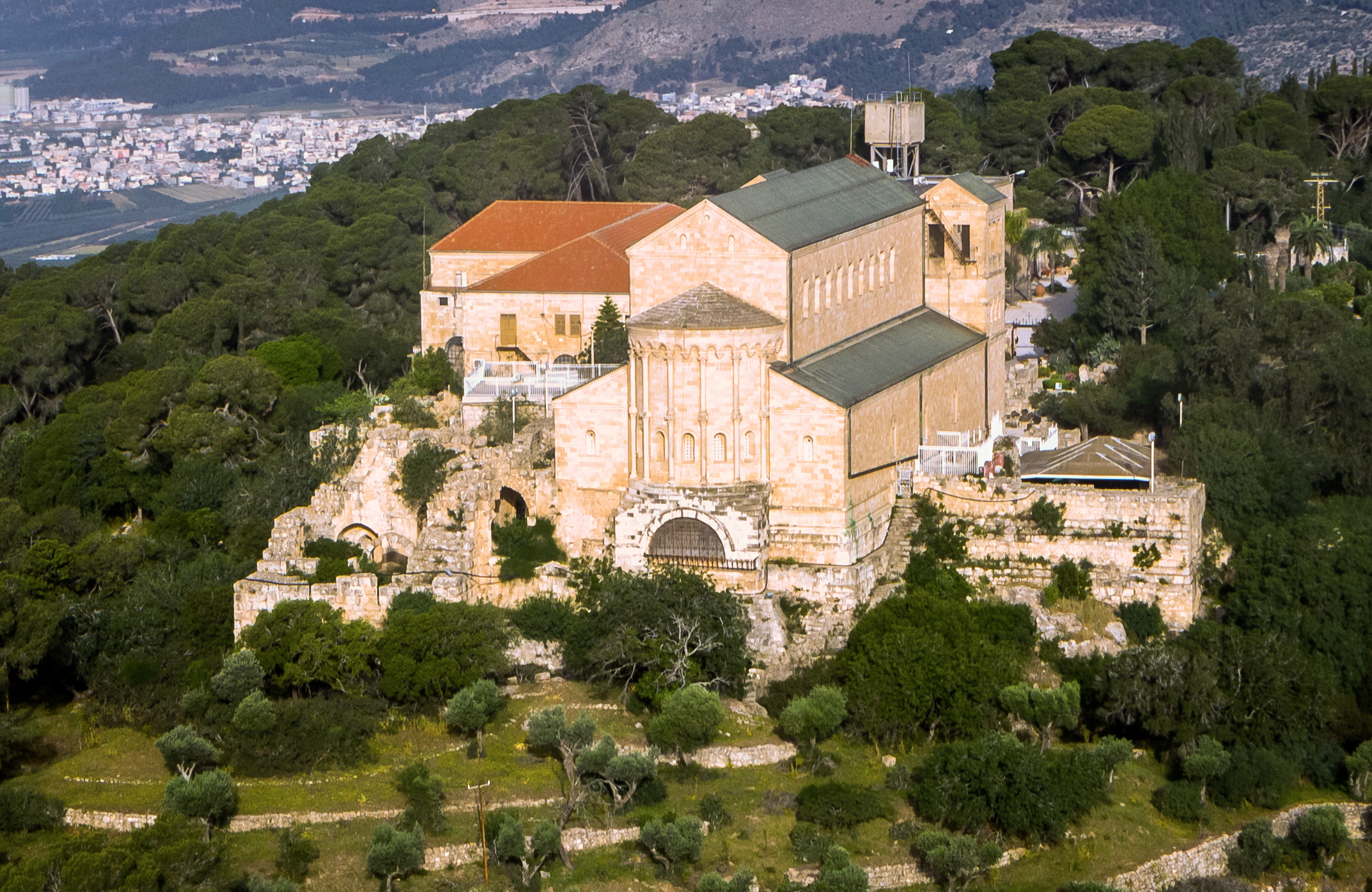
Vista aérea